# Gossip (låt)
Gossip är den första singeln från Lil Wayne's EP The Leak. Den släpptes officiellt den 18 december 2007 på Itunes Store. Låten samplar Stop! In the Name of Love av The Supremes. 

## Listor
| Lista (2008)                                 | List- position |
| -------------------------------------------- | -------------- |
| USA Billboard Bubbling Under Hot 100 Singles | 5              |
| USA Billboard Hot R&B/Hip-Hop Songs          | 98             |